# 许谦 (元朝)
许谦（1270年—1337年），字益之。晚年自号白云山人，世称白云先生，婺州东阳（今浙江东阳）人，宋元之际学者、理学家、教育家。

## 生平
其先京兆（今陕西西安）人，六世祖许宝徙至东阳。许谦早孤，六岁过继给居住金华的堂叔许觥为嗣。自幼好学，由伯母口授《孝经》、《论语》，入耳不忘。长大後，致力于学。常向人借经、史、子、集诸书，自定日程，昼夜勤读，虽病不辍。年过三十，开门授徒，得知金履祥在兰江讲学，三十一岁时前往投金履祥门下为弟子，为何基三传弟子。北山四先生之一。程朱理学经黄干、何基、王柏、金履详至许谦发扬光大。哲学上以朱熹理学为正宗，重习经史，尤重四书。晚年自通贯经传，其于书无所不读，除儒家经典外，天文、地理、典章制度、食货、刑法、音韵、医学以及佛老之言，莫不钻研。黃宗羲指出：“後之學者，昧卻本體，而求之一事一物間，零星補湊，是謂無本之學，因藥生病，又未嘗不在斯言也。”许谦前后四十年足不出里，专事讲学。廉访使多次举荐他，许谦始终讲学乡里，未曾出仕。元仁宗时，在东阳八华山讲授朱熹理学。幽、冀、齐、鲁、荆、扬、吴、越等地前来受业者千余人。元仁宗皇慶二年（1313年），應肅政廉訪副使趙宏偉之命，赴金陵講學，踰年而歸。许谦心系天下之事，关心百姓疾苦。学者以他是否健在作为道运兴衰的标志。后至元三年（1337年）卒，谥文懿。著有《读书丛说》、《读书丛谈》、《读四书丛说》、《诗集传名物钞》、《治忽几微》、《假借论》、《白云文集》等。

## 延伸阅读
[在维基数据编辑]
 《元史·卷189》，出自宋濂《元史》
 在维基共享资源阅览影像